# Diócesis de Kimbe
La diócesis de Kimbe (en latín: Dioecesis Kimbensis y en inglés: Roman Catholic Diocese of Kimbe) es una circunscripción eclesiástica de la Iglesia católica en Papúa Nueva Guinea. Se trata de una diócesis latina, sufragánea de la arquidiócesis de Rabaul. Desde el 18 de octubre de 2019 su obispo es John Bosco Auram.

## Territorio y organización
La diócesis tiene 25 300 km² y extiende su jurisdicción sobre los fieles católicos de rito latino residentes en la provincia de Nueva Bretaña del Oeste.
La sede de la diócesis se encuentra en la ciudad de Kimbe, en donde se halla la Catedral de María Auxiliadora.
En 2023 en la diócesis existían 19 parroquias.

## Historia
La diócesis fue erigida el 4 de julio de 2003 mediante la bula Cum ad provehendam del papa Juan Pablo II, obteniendo el territorio de la arquidiócesis de Rabaul.

## Estadísticas
Según el Anuario Pontificio 2024 la diócesis tenía a fines de 2023 un total de 289 000 fieles bautizados.
| Año                                                                             | Población            | Población | Población      | Sacerdotes | Sacerdotes    | Sacerdotes    | Bautizados por sacerdote | Diáconos permanentes | Religiosos | Religiosos | Parroquias |
| Año                                                                             | Bautizados católicos | Total     | % de católicos | Total      | Clero secular | Clero regular | Bautizados por sacerdote | Diáconos permanentes | Varones    | Mujeres    | Parroquias |
| ------------------------------------------------------------------------------- | -------------------- | --------- | -------------- | ---------- | ------------- | ------------- | ------------------------ | -------------------- | ---------- | ---------- | ---------- |
| 2003                                                                            | 125 000              | 260 000   | 48.1           | 47         | 16            | 31            | 2659                     |                      | 55         | 115        | 25         |
| 2004                                                                            | 120 000              | 201 639   | 59.5           | 21         | 12            | 9             | 5714                     |                      | 12         | 14         | 19         |
| 2006                                                                            | 101 480              | 184 208   | 55.1           | 25         | 15            | 10            | 4059                     |                      | 13         | 13         | 19         |
| 2013                                                                            | 179 000              | 230 000   | 77.8           | 24         | 19            | 5             | 7458                     |                      | 20         | 16         | 19         |
| 2016                                                                            | 286 720              | 358 400   | 80.0           | 28         | 20            | 8             | 10 240                   |                      | 25         | 12         | 19         |
| 2019                                                                            | 279 600              | 349 000   | 80.1           | 42         | 35            | 7             | 6657                     |                      | 12         | 19         | 19         |
| 2021                                                                            | 278 000              | 347 000   | 80.1           | 44         | 37            | 7             | 6318                     |                      | 12         | 19         | 19         |
| 2023                                                                            | 289 000              | 361 000   | 80.1           | 46         | 39            | 7             | 6282                     |                      | 12         | 19         | 19         |
| Fuente: Catholic-Hierarchy, que a su vez toma los datos del Anuario Pontificio. |                      |           |                |            |               |               |                          |                      |            |            |            |

## Episcopologio
- Alphonse Liguori Chaupa † (4 de julio de 2003-19 de enero de 2008 renunció)
  - Sede vacante (2008-2010)
- William Regis Fey, O.F.M.Cap. † (8 de junio de 2010-18 de octubre de 2019 retirado)
- John Bosco Auram, desde el 18 de octubre de 2019